# Omkreds
Begrebet omkreds er et udtryk for "længden af kanten" i en figur. I cirkler er omkredsen således længden af cirklens periferi. I en polygon er omkredsen summen af sidelængderne. F.eks. i en firkant er omkredsen således summen af de fire sidelængder.

## Omkreds af en cirkel
Cirkelomkredsen, ofte også refereret til som cirklens periferi, {\displaystyle O}, kan beregnes som "pi" gange diameteren:
{\displaystyle O=d\cdot \pi }
Eller, da diameteren er 2 gange radius som
{\displaystyle O=2\cdot \pi \cdot r}

## Omkreds af et kvadrat
I et kvadrat med sidelængden {\displaystyle l} er omkredsen
{\displaystyle O=4\cdot l},
da hver side er lige lang og derfor blot fire gange én af sidernes længde.

## Omkreds af et rektangel
I et rektangel eller parallelogram er omkredsen
{\displaystyle O=2\cdot l+2\cdot b},
hvor {\displaystyle l} er længden af én rektanglets parallelle sider, og {\displaystyle b} er længden af én af de to andre sider.